# Randy Pfund
Randy Pfund (Oak Park, Illinois, 29 de diciembre de 1951) es un exentrenador de baloncesto estadounidense que dirigió durante dos temporadas al equipo de Los Angeles Lakers de la NBA. Desde 1996 hasta 2008 fue el General Manager de los Miami Heat.

## Trayectoria deportiva

### Jugador
Tras haber jugado a baloncesto y a fútbol americano como quarterback en el Wheaton North High School, y después de ser deseado por varios equipos de este deporte de la Big Ten Conference, se decantó por jugar en la universidad a baloncesto, eligiendo el Wheaton College, donde su padre era el entrenador. Jugó en la posición de base, y todavía conserva el liderato como jugador con más asistencias de su universidad, con 476, siendo el sexto anotador de todos los tiempos de los Thunder.

### Entrenador
Fue entrenador asistente de los Lakers, a las órdenes de Pat Riley y Mike Dunleavy, y en 1992 sustituyó a este último como entrenador principal. En su primera temporada consiguió clasificar a su equipo para los playoffs, pero cayeron en primera ronda ante Phoenix Suns. En su segunda temporada dirigió al equipo durante 64 partidos, ganando únicamente 27, por lo que fue sustituido por el exjugador Magic Johnson.

#### Estadísticas como entrenador
| Equipo             | Año     | Temporada regular | Temporada regular | Temporada regular | Temporada regular       | Playoffs           |
| Equipo             | Año     | PJ                | G                 | P                 | Final                   | Resultado          |
| ------------------ | ------- | ----------------- | ----------------- | ----------------- | ----------------------- | ------------------ |
| Los Angeles Lakers | 1992-93 | 82                | 39                | 43                | 5º en División Pacífico | Pierde en 1ª ronda |
| Los Angeles Lakers | 1993-94 | 64                | 27                | 37                | 5º en División Pacífico | No clasificado     |

### General Manager
En 1996 es nombrado general manager de los Miami Heat, cargo que ostentó hasta 2008. Entre sus mejores logros están las contrataciones de jugadores como Shaquille O'Neal, Eddie Jones, Antoine Walker, Gary Payton, Tim Hardaway, Alonzo Mourning, Jason Williams o Lamar Odom, o la elección el Draft de Dwyane Wade.